# Sinocyclocheilus grahami
Sinocyclocheilus grahami is een  straalvinnige vissensoort uit de familie van karpers (Cyprinidae). De wetenschappelijke naam van de soort is voor het eerst geldig gepubliceerd in 1904 door Regan.
De soort staat op de Rode Lijst van de IUCN als Kritiek, beoordelingsjaar 2008. De omvang van de populatie is volgens de IUCN dalend.